# Erhard Heinz
Erhard Heinz (Bautzen, 30 de abril de 1924 – Göttingen, 29 de diciembre de 2017) fue un matemático griego conocido por sus trabajos en el campo de las ecuaciones en derivadas parciales, en particular en el campo de Ecuación de Monge-Ampère.

## Biografía
Heinz obtuvo el doctorado en 1951 bajo la supervisión de Franz Rellich en la Universidad de Gotinga. Trabajó como profesor en Stanford, Múnich y desde 1966 hasta su jubilación en 1992 en la Universidad de Gotinga.
Su trabajo científico más importante trata sobre la existencia y teoría de la regularidad de sistemas de ecuaciones diferenciales parciales no lineales, con aplicaciones a la Geometría diferencial y a la Física matemática. Obtuvo resultados importantes en la teoría de superficies con curvatura media prescrita, en particular de superficies mínimas, para el problema de incrustación de Weyl, y para sistemas de Tipo Monge-Ampère.
En 1994 fue galardonado con la Medalla Cantor. Entre sus estudiantes se incluyen Hans Wilhelm Alt, Wolf von Wahl, Willi Jäger, Helmut Werner, Reinhold Böhme, Friedrich Tomi o Friedrich Sauvigny.

## Literatura
- Robert Schaback: Nachruf auf Erhard Heinz 30. April 1924 – 29. Dezember 2017. In: Jahrbuch der Akademie der Wissenschaften zu Göttingen 2018. Universitätsverlag Göttingen, Göttingen 2020, S. 93–102 (en línea).
- Willi Jäger, Friedrich Sauvigny: Professor Dr. Dr.h.c. Erhard Heinz (1924–2017) in Memoriam. In: Jahresbericht der Deutschen Mathematiker-Vereinigung 122 (2020), S. 3–33.